# Arrolla fuscifrons
Arrolla fuscifrons är en insektsart som först beskrevs av Kjell Ernst Viktor Ander 1934.  Arrolla fuscifrons ingår i släktet Arrolla och familjen Gryllacrididae. Inga underarter finns listade i Catalogue of Life.